# Luật Asuka Kiyomihara
Luật Asuka Kiyomihara (飛鳥浄御原令 (Phi Điểu Tịnh Ngự Nguyên luật) Asuka Kiyomihara-ryō) là một tập hợp các quy tắc quản lí được biên soạn và ban hành vào năm 689, một trong những bộ luật đầu tiên ở Nhật Bản thời phong kiến (nếu không phải bộ luật Ritsuryō). Bộ luật này cũng đánh dấu sự xuất hiện lần đầu của cơ quan hành chính trung ương gọi là Daijō-kan (Thái chính quan) bao gồm ba đại thần—Daijō-daijin (Thái chính đại thần), Sadaijin (Tả đại thần) và Udaijin (Hữu đaị thần).
Vào năm 662, Thiên hoàng Thiên Trí đã biên soạn bộ luật đầu tiên của Nhật Bản, được các nhà sử học hiện đại biết đến. Bộ luật Ōmi (Cận Giang luật), gồm 22 tập, được ban hành vào năm cuối cùng dưới triều Thiên Trí. Tuy hệ thống hóa pháp lí này đã không còn tồn tại, song nó được cho là đã cải tiến trong cái gọi là bộ luật Asuka Kiyomihara ritsu-ryō năm 689. Việc biên soạn bắt đầu vào năm 681 dưới thời Thiên hoàng Thiên Vũ. Thiên hoàng qua đời năm 686, để lại việc hoàn thiện Bộ luật phải mất thêm vài năm nữa. Cuối cùng bộ luật được ban hành vào năm 689. Đây được hiểu là tiền thân của bộ luật Taihō ritsu-ryō năm 701.
Mặc dù chưa được "hoàn thiện" (ngoại trừ luật hình sự như ritsu), bộ luật này đã kết hợp nhiều quy định quan trọng (ví dụ như đăng kí bắt buộc đối với thần dân và việc báo cáo bệnh dịch), mở đường cho Đại Bảo luật lệnh (大宝律令, Taihō-ritsuryō) hoàn chỉnh hơn sau này.